# Albert de Schonen
 (février 2011).
Si vous disposez d'ouvrages ou d'articles de référence ou si vous connaissez des sites web de qualité traitant du thème abordé ici, merci de compléter l'article en donnant les références utiles à sa vérifiabilité et en les liant à la section « Notes et références ».
Le baron Albert de Schonen, né le 27 novembre 1912 à Paris où il est mort le 8 mars 2007, est un résistant et diplomate français, qui a été un combattant de la France libre.

## Biographie
Fils du baron André de Schonen (en) et de Louise de Felcourt, il fut marié à Donna Elena Grifeo di Partanna, fille du prince Carlo Grifeo di Partanna, oncle de la reine Paola de Belgique[réf. nécessaire].
Diplômé de l'École libre des sciences politiques, il se destinait à la haute administration de l'État quand la guerre éclata.
Officier d'état-major, son attitude lui vaut la croix de guerre avec palmes et la citation suivante : « Chargé par le général commandant le XIe CA, le 15 mai 1940, d'organiser, dans des conditions très difficiles, la défense de la ligne fortifiée de la Passe d'Anor, s'est dépensé sans compter dans l'accomplissement de sa mission. Soutenant les énergies de tous, assurant les liaisons avec l'arrière et exécutant des reconnaissances sous le feu ennemi, le lieutenant de Schonen a fait preuve des plus belles qualités de calme, d'énergie, d'endurance et de courage ».
Fait prisonnier, il s'est évadé deux fois. Repris le 20 mai 1940, il a entretenu dans son Oflag l'esprit de résistance. Libéré pour raison de santé en janvier 1941, il fait au ministère de la Jeunesse un passage très bref car il remarque que l'on n'y préparait pas la revanche. Il occupe alors différentes fonctions dans plusieurs entreprises, cherchant toujours à rejoindre Londres.
Au deuxième essai, dans les Pyrénées, il est arrêté par les Allemands qui, après 48 heures d'interrogatoire, le relâchent, son alibi d'acheteur de laine l'ayant sauvé.
La troisième tentative est la bonne, via Saint-Jean-de-Luz et l'Espagne, d'où il rejoint à pied le Portugal, puis Londres où il s'engage dans les Forces françaises libres.
Il est nommé auprès du général Monclar, à l'état-major des FTGB (Forces Terrestres de Grande-Bretagne), puis au MMLA (Mission Militaire de Liaison Administrative). Enfin, il est le seul Français à être étroitement associé à l'organisation des Jedburgh. C'était un pari audacieux et innovant : il s'agissait de constituer cent équipes composées d'un Français, d'un Anglais et d'un Américain qui seraient parachutées en uniforme en France dans les maquis en vue d'armer ces derniers, de les entraîner et de les convertir en véritables unités combattantes. La sélection et l'entraînement des volontaires pour cette mission extrêmement risquée furent des plus sévères. Les équipes se formaient par cooptation et cette coopération tripartite, qui n'avait jamais été tentée jusque-là, fonctionna parfaitement. L'action des Jed s'est révélée un soutien efficace et précieux pour les armées alliées.
Il participe lui-même à deux missions : la première, dénommée équipe Daniel, en Bretagne où il est parachuté fin juillet 1944, avec le capitaine Kem Bennett et le sergent Ronn Brierley, tous deux anglais. Ils organisent plusieurs parachutages d'armes et des attaques de convois allemands avec les maquis, puis il est rappelé à Londres pour une opération dans la région de Chartres, annulée peu après.
Avec les mêmes coéquipiers, sous le nom d'équipe Grégory, il est parachuté dans la trouée de Belfort à Pont-de-Roide-Vermondans en septembre. Là, ils sont pris dans une embuscade. Malgré ses très graves blessures, il se porte au secours de ses camarades et réussit à conduire de nuit son coéquipier, blessé lui aussi, jusqu'à un hôpital de campagne américain. Il est opéré sur place, puis évacué à Naples.
Pour retrouver au plus vite les forces combattantes, il fausse compagnie aux Américains qui voulaient l'envoyer à Alger et rentre à Londres dans un convoi britannique. Envoyé à Paris, il crée avec ses camarades Jedburgh deux écoles de cadres pour sous-officiers à l'intention des FFI désireux de rester dans l'armée.
Le 1er août 1945, il commence au ministère des Affaires étrangères une carrière de diplomate qui l’amène notamment de Dublin à Londres, à l'FAO et à Rome et, comme ambassadeur de France, en Centrafrique de mai 1969 à février 1971. Il est nommé ensuite à Lusaka (Zambie) avant de terminer sa carrière diplomatique comme ambassadeur en Nouvelle-Zélande et dans le Pacifique en 1976. Il avait également été élu conseiller général de son département d'Eure-et-Loir.
Parallèlement à ces responsabilités, Albert de Schonen crée l'Association des Anciens Jedburgh pour venir en aide aux familles des Jed tués au combat. Cette association a maintenu vivantes la solidarité et l'estime mutuelle des Jed, nées dans les risques d'autrefois.
Il apparait comme royaliste sur France 3 au moment du bicentenaire de la mort de Louis XVI.

## Distinctions
- Commandeur de la Légion d'honneur
- Commandeur de l'ordre national du Mérite
- Croix de guerre 1939-1945
- Commandeur de l'ordre du Mérite agricole
- Croix militaire (Royaume-Uni)